# Hermonassa diaphthorea
Hermonassa diaphthorea là một loài bướm đêm trong họ Noctuidae.